# Salvador Ferrer Canals
Salvador Ferrer i Canals (Martorell, 21 de gener de 1998), és un futbolista professional català que juga com a lateral dret al Club Esportiu Europa a Primera RFEF. És internacional amb la selecció catalana.

## Trajectòria
Ferrer va representar el RCD Espanyol, UFB Jàbac Terrassa, CF Martorell –on va debutar com a sènior a la Tercera Catalana – i el CF Damm en edat juvenil. El 10 de juliol de 2017 va signar un contracte de dos anys amb el Gimnàstic de Tarragona, que el cedí al Pobla de Mafumet de la tercera divisió, la temporada 17/18, disputant un total de 29 partits i marcant 1 gol. Ferrer va debutar amb la Pobla el 17 de setembre de 2017, entrant com a suplent a la segona part per Pol Valentín en una victòria per 1-0 a casa contra el FC Vilafranca. Va marcar el seu primer gol el 22 d'abril següent, l'únic gol del partit en una derrota fora de casa contra el FC Santboià.
La següent temporada la va començar amb La Pobla de Mafumet però a mitja lliga, José Gordillo el va cridar per a debutar en un partit a l'Ramón de Carranza contra el Cadis CF el 7 d'octubre de 2018, quan va debutar com a professional substituïnt  Roger Figueras en un empat 1–1 a fora, a la segona divisió.
Un cop destituït Gordillo, es converteix imprescindible per a Enrique Martín completant 8 partits consecutius jugant de lateral dret, i el 21 de gener de 2019, el del seu 21è aniversari, renova el contracte amb el Nàstic fins al 2021.
El 9 d'agost de 2019, Ferrer va ser traspassat a l'Spezia Calcio de la Serie B italiana. i va signar un contracte de quatre anys amb el club.
A finals del 2023, a Ferrer li van diagnosticar un limfoma de Hodgkin i va començar el tractament. Va ser registrat a la Serie B com a jugador de l'Spezia i se li va assignar un número de samarreta per a la temporada 2024–25.

## Internacional
Internacional amb la selecció catalana, el maig de 2022 Gerard López el va convocar per disputar el partit Catalunya – Jamaica a Montilivi, una victòria per 6-0.